# David Coulthard
David Marshall Coulthard (født 27. marts 1971 i Twynholm, Skotland) er en skotsk racerkører, der pt. kører DTM for Mercedes-Benz-teamet. Han fik sin Formel 1-debut i 1994, og var dermed 2008-feltets mest erfarne kører i Formel 1. Mest succes opnåede Coulthard i sine mange år hos McLaren Mercedes-teamet.

## Resultater
Coulthard står (pr. juli 2008) noteret for at have kørt hele 239 Formel 1-Grand Prix'er, og har taget 13 sejre, hvoraf den første kom i det portugisiske Grand Prix i 1995. Yderligere 49 gange er han sluttet på podiet for sekundære placeringer, og 12 gange har han startet et løb fra pole position. David kørte så sit sidste formel 1 løb i Brasilien i 2008.